# Salangen (municipalité)
Pour les articles homonymes, voir Salangen (homonymie).
La municipalité de Salangen (Same du Nord : Siellága suohka) est située dans le comté de Troms. Elle est bordée au nord par Dyrøy et Sørreisa, à l'est par Bardu, au sud par Lavangen et, à travers le Sagfjord à l'ouest, débouche sur Ibestad. La municipalité compte 2 220 habitants et est située à Inner South Troms entre les trois villes de Harstad, Narvik et Tromsø.
Salengen a une école secondaire appelée lycée de Sjøvegan.
Le centre de la municipalité est Sjøvegan, qui se trouve au cœur de Sagfjorden.

## Histoire
Salangen a été établi en tant que municipalité à partir du 1er juillet 1871. En 1964, Salengen et Lavangen ont été assemblés dans une municipalité sous le nom de Salangen. En 1977, ils ont ensuite été divisés à nouveau.

## Églises et chapelles
L'église de Salangen est située dans la municipalité de Sjøvegan et a été mise en service en 1981. L'église est faite de béton et de bois. La chapelle d'Elven est située à 11-12 km d'Elven, à l'est de la municipalité de Sjøvegan.

## Nature
La nature de la municipalité de Salangen offre une grande variété de mers et montagnes. Salangselva et Løksebotnvassdraget offrents des possibilités de pêche. Salangselva, qui se jette dans la partie intérieure du Sagfkorden, est reconnu comme l'un des meilleurs lacs de Norvège. Il y a aussi de bonnes opportunités pour la pêche en haute mer. À travers des dizaines de milliers d'années, Sagelva a formé des grottes en route vers la mer. Les grottes de Sagelva donnent lieu à une expérience différente de la nature. La municipalité se compose d'un certain nombre de zones de montagnes et des randonnées peuvent être faites en été comme en hiver.

## Culture

### Sites touristiques
La municipalité de Salangen contient les sites suivants :
- Collection de bateaux Lundbrygga ;
- Musée du village de Salangen ;
- Moulin de Kistefoss ;
- Gorse-cabane ;
- Grottes de Sagelva.

### Sports
Salangen à trois équipes sportives. Salangen idrettsforening, l'équipe sportive Upper Salangen et l'équipe sportive Seljeskog.

## Salangsverket — l'aventure du minerai
Salangsverket est aujourd'hui une zone industrielle moderne. La route vers les entreprises modernes réside dans les ruines d'une entreprise industrielle qui a attiré des ouvriers de grandes parties du nord de la Norvège — aussi longtemps qu'elle a duré. Depuis le début du siècle jusqu'à la Première Guerre mondiale, le Saumon a été inondé par des étrangers avec des capitaux. Le temps était caractérisé par l'optimisme et la foi en l'avenir. Le Salangsverket a été construit comme une magnifique aventure de minerai de fer qui dure depuis près de 10 ans, avec les dernières technologies, les logements modernes pour les travailleurs, la solidarité entre les travailleurs et les conflits avec la direction. Le minerai de fer de Salangen est sorti, et beaucoup ont fini comme des boulets de canon sur le continent.
Le minerai de fer a été pris lors d'une journée de repos à Storhaugen, à 7-8 km au nord-est de Salangsverket. Le minerai a été transporté sur le téléphérique jusqu'à Salangsverket jusqu'à l'usine de traitement et le port de livraison.
À la fin de 1912, il y avait définitivement une fin au transfert de minerai de Storhaugen. Il y a plusieurs théories sur la raison de ceci. Des explications possibles ont été que les conditions climatiques étaient trop difficiles pour que le minerai soit de mauvaise qualité ou que les conditions politiques troublées en Europe rendaient impossible de continuer à fonctionner de manière rentable.
Aujourd'hui, le vieux Salangsverket est caractérisé par la dent du jour, mais les ruines dans le paysage et un chemin bien organisé permettent encore de voir comment la production a eu lieu.

## Localités
- Dalen i Salangen (68° 52′ 53″ N, 17° 41′ 12″ E)
- Håkavika (68° 52′ 23″ N, 17° 36′ 10″ E)
- Laberg (68° 51′ 40″ N, 17° 49′ 00″ E)
- Lavangnes (68° 49′ 46″ N, 17° 29′ 41″ E)
- Magesås (68° 55′ 07″ N, 17° 43′ 39″ E)
- Melen (68° 53′ 32″ N, 17° 48′ 18″ E)
- Otterå (68° 51′ 59″ N, 17° 47′ 08″ E)
- Rotvika (68° 53′ 37″ N, 17° 40′ 52″ E)
- Røyrbakken (68° 57′ 57″ N, 17° 45′ 28″ E)
- Seljeskogen (68° 54′ 25″ N, 17° 51′ 56″ E)
- Sjøvegan (68° 52′ 21″ N, 17° 50′ 50″ E)
- Skårvika (68° 53′ 26″ N, 17° 48′ 10″ E)
- Sommarsetet (68° 52′ 10″ N, 17° 44′ 15″ E)